# Jesse Stroobants
Jesse Stroobants (Leuven, 10 november 1980) is een Belgische voormalige atleet, die zich vooral had toegelegd op de lange afstand.

## Loopbaan
Na het afronden van zijn studies handelsingenieur aan de KU Leuven, brak Stroobants eind 2003 door tot de Belgische top van het langeafstandslopen, met een eerste selectie voor het EK veldlopen in Edinburgh, en een derde plaats in de eindstand van de CrossCup 2003-2004 na Tom Van Hooste en Tom Compernolle.
Zijn beste prestaties leverde Stroobants in 2006 op de 10.000 m, waar hij met 28.13 de negende Europese jaartijd liep op een meeting in Neerpelt. Tijdens de Europese kampioenschappen van dat jaar in het Zweedse Göteborg behaalde Stroobants de zestiende plaats in de finale van de 10.000 m. Ook werd hij in 2006 Belgisch kampioen op de 5000 m.
Na deze succesvolle zomer werd Stroobants in november 2006 beroepsatleet bij Atletiek Vlaanderen, waar hij tot oktober 2008 in dienst zou blijven (gecombineerd met een functie als onderwijsassistent aan de Faculteit Economie en Bedrijfswetenschappen van de KU Leuven.)
De sportieve carrière van Stroobants werd gekenmerkt door heel wat blessureleed. Vanaf maart 2008 kwam hij door een opeenvolging van kwetsuren niet meer in competitie, tot Stroobants eind 2011 zijn wederoptreden maakte tijdens de Ekiden in Brussel. Zo werd hij in 2012 eerste Belg tijdens de 33e editie van de 20 km door Brussel. In april 2014 lukte Stroobants zijn langverwachte marathondebuut, waarbij hij tijdens de marathon van Antwerpen derde werd in een eindtijd van 2:18.39.
Stroobants stond ook bekend als een uitstekend tempomaker. Onder meer Tom Van Hooste (marathon van Eindhoven in 2004), de organisatoren van de marathon van Brussel (in 2005), Rik Ceulemans (kustmarathon in 2006), Lander Van Droogenbroeck (marathons van Antwerpen en Eindhoven in 2012, marathon van Rotterdam in 2014), de organisatoren van de marathon van Amsterdam (in 2012), Florent Caelen (marathon van Antwerpen in 2013 en 2015) en Michel Butter (marathon van Rotterdam in 2015) deden beroep op Stroobants als tempomaker.
Jesse Stroobants was aangesloten bij Daring Club Leuven Atletiek.
De CrossCup-manche van Mol op 6 november 2016 werd de laatste wedstrijd van Jesse Stroobants.

## Belgische kampioenschappen
| Onderdeel | Jaar |
| --------- | ---- |
| 5000 m    | 2006 |
| ekiden    | 2011 |

## Persoonlijke records

### Baan
| Afstand  | Prestatie | Datum            | Plaats         |
| -------- | --------- | ---------------- | -------------- |
| 3000 m   | 8.06,45   | 28 augustus 2004 | Tessenderlo    |
| 5000 m   | 13.55,73  | 22 juli 2006     | Heusden-Zolder |
| 10.000 m | 28.13,20  | 5 juni 2006      | Neerpelt       |
| uurloop  | 19.686 m  | 18 oktober 2003  | Woluwe         |

### Weg
| Afstand        | Prestatie | Datum             | Plaats    |
| -------------- | --------- | ----------------- | --------- |
| 10 Eng. mijl   | 48.13     | 23 september 2007 | Amsterdam |
| 20 km          | 1:02.39   | 26 mei 2013       | Brussel   |
| halve marathon | 1:03.29   | 14 oktober 2007   | Udine     |
| marathon       | 2:18.39   | 27 april 2014     | Antwerpen |

## Palmares

### 5000 m
- 2003:  BK AC - 14.44,40
- 2006:  BK AC - 14.11,98
- 2013: 5e BK AC - 14.48,97
- 2014: 8e BK AC - 14.44,17
- 2015: 6e BK AC - 14.22,46

### 10.000 m
- 2004:  BK AC - 29.11,64
- 2006: 11e Europacup in Antalya - 29.05,07
- 2006: 16e EK in Göteborg - 28.59,91

### 10 Eng. mijl
- 2007: 8e Dam tot Damloop - 48.13
- 2012: 21e Tilburg Ten Miles - 49.58
- 2013:  Baltimore 10 Miler - 52.04
- 2014: 13e Tilburg Ten Miles - 49.44
- 2014: 19e Dam tot Damloop - 49.58
- 2015: 15e Dam tot Damloop - 49.58

### halve marathon
- 2007: 50e WK in Udine - 1:03.29
- 2012: 14e Venloop - 1:06.12
- 2012: 13e: halve marathon van Zwolle - 1:05.56
- 2013:  Drechtstadloop - 1:06.37
- 2015: 14e halve marathon van Egmond - 1:05.42
- 2015: 11e Venloop - 1:04.06
- 2016: 13e halve marathon van Egmond - 1:11.26

### marathon
- 2014:  DVV Antwerp Marathon - 2:18.40
- 2014: 15e marathon van Amsterdam - 2:23.40

### veldlopen
- 2003: 30e EK in Edinburgh
- 2004:  Crosscup
- 2004: 11e WK universitairen in Collegno
- 2004: 30e EK in Heringsdorf
- 2006:  BK AC
- 2006: 13e WK universitairen in Algiers
- 2006: 48e EK in San Giorgio su Legnano
- 2007:  Crosscup
- 2007: 21e Europacup in Istanbul
- 2007: 39e EK in Toro
- 2014: 23e Europacup in Albufeira
- 2014: 8e Lotto Cross Cup te Brussel (10.500 m) - 33.58
- 2015: 17e Europacup in Guadalajara

### overige
- 2011:  BK Ekiden met DCLA - 2:12.26
- 2012: 9e 20 km door Brussel - 1:03.02
- 2013: 8e 20 km door Brussel - 1:02.39
- 2013:  Acerta Ekiden (1e mixed team) - 2:14.44
- 2014:  Eindejaarscorrida van Leuven - 36.24
- 2015:  Eindejaarscorrida van Leuven - 35.56